# Arganda del Rey
Arganda del Rey – miasto w środkowej Hiszpanii we wspólnocie autonomicznej Madrytu. Miasto z Madrytem łączy linia 9 madryckiego metra oraz droga ekspresowa A-4, łącząca Madryt z Walencją. Arganda del Rey jest miastem przemysłowym, w którym znajduje się wiele fabryk i instytutów naukowych.

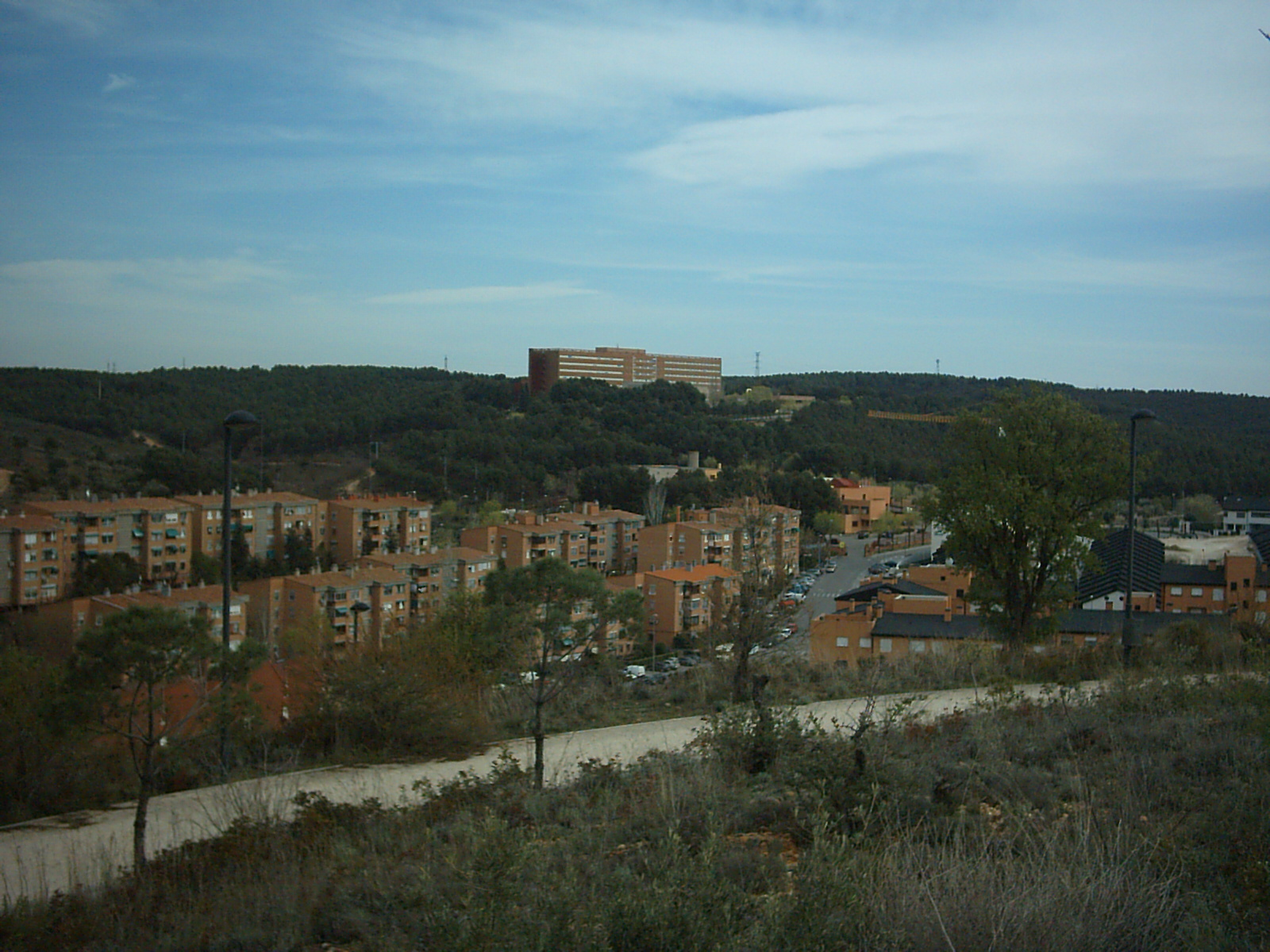
Widok na jedno z osiedli mieszkaniowych

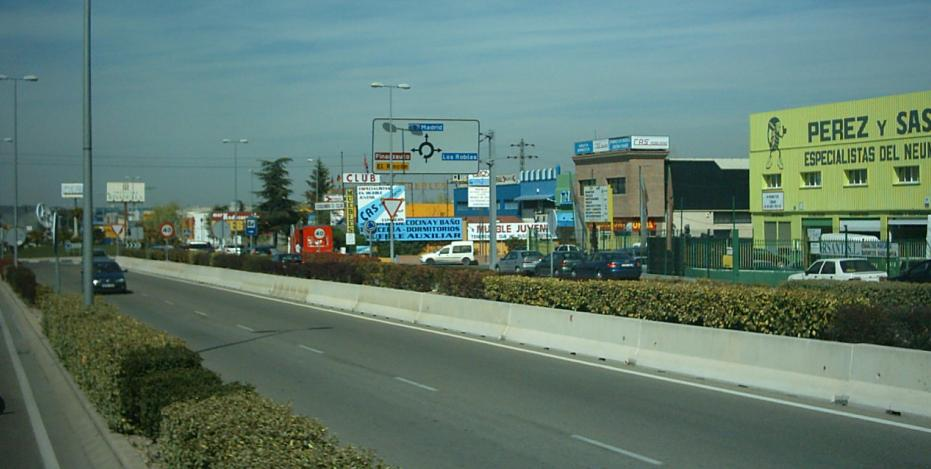
Jedna z dzielnic przemysłowych miasta

## Współpraca
- Noisy-le-Sec, Francja